# Вилікувати страх
«Вилікувати страх» (рос. Излечить страх) — російський історичний байопік про Архієпископа РПЦ в Україні Луку Войно-Ясенецького режисерів  Татьяни Ходаковскої та Олександра Пархоменка. Робочі назви фільму: «Лука», «Лука. Вилікувати страх», «Лука. Святитель–хірург», «Лука. Діамантовий хрест».
Фільм був епіцентром низки скандалів як під-час виробництва, так і після релізу стрічки; зокрема початково-затверджений режисер стрічки Сергій Маслобойщиков звинуватив російську компанію-виробника А-1 Кіно Відео у тому, що вони перетворили фільм на російську агітку з прославляння РПЦ. Через проросійську ідеологічну складову жоден з українських кінопрокатників так і не захотів взяти стрічку в прокат, й відповідно фільм так не вийшов в український кінопрокат. Єдиною країною, де стрічка вийшла в кінопрокат стала Росія: фільм вийшлов в широкий російськи прокат 30 квітня 2015 року; прокатник - Централ Партнершип.

## Синопсис
1917 рік, початок російсько-української війни 1917 року. Молодий лікар Валентин Войно-Ясенецький з дружиною і чотирма дітьми переїжджає до Ташкента, охопленого громадянською війною та інтервенцією, де Войно-Ясенецький стає головним лікарем міської лікарні. Він не тільки щодня рятує сотні хворих, оперуючи під кулями постійних вуличних баталій, а й бореться за життя коханої дружини, яка вмирає від туберкульозу. У самий розпал репресій, залишившись сам на сам з чотирма дітьми на околиці колишньої імперії, він стає священиком. І з того часу, ніколи не зраджуючи ані скальпелю, ні хресту, він проходить крізь усі випробування заслань і поневірянь, лікуючи душу і тіло…

## У ролях
У фільмі взяли участі відомі російські актори.
- Віталій Безруков — Лука (дорослий)
- Андрій Самінін — Лука (у молодості)
- Катерина Гусєва — Анна Ланская (дружина Валентина Войно-Ясенецького)
- Вікторія Малекторович — Соф'я Вєлєцкая
- Олексій Шевченков — Іван Михайловський, хірург
- Олександр Яцко — Мамонтов
- Володимир Гостюхін — дід Луки
- Іван Мацкевич — слідчий
- Олександр Чіслов — Андрій
- Тетяна Казанцева — Лєна, донька Луки
- Василь Ґолованов — Григорій Ротенберґ
- Ольга Ґрішина — епізодична роль
- Артем Позняк — епізодична роль
- Андрій Бондарчук — санітар
- Лариса Яценко — епізодична роль
- Кирило Новіцкій — сільський міліціонер
- Катерина Козлова — епізодична роль
- Філіп Козлов — епізодична роль
- Єлізавєта Козлова — епізодична роль
- Костя Козлов — епізодична роль

## Творча група
- Режисер-постановник: Олександр Пархоменко
- Оператори-постановники: Сергій Рябець, Олександр Запорощенко
- Художник-постановник: Сергій Бржестовський
- Композитор: Вадим Борисенко
- Продюсер: Олег Ситник

## Виробництво

### Кошторис
у вересні 2011-го року фільм з робочою назвою «Діамантовий хрест» переміг на другому пітчінгу кінопроєктів на Держкіно. Кошторис фільму склав ₴38,4 млн, з них частка Держкіно — ₴12,0 млн. У фінансуванні стрічки також брало участь Міністерство культури Білорусі та Фонд підтримки кіно Росії.

### Фільмування
Зйомки фільму проходили у Києві у 2012 році.

### Постпродакшн
Звуковий перезапис та міксування фільму було створено на українській студії дубляжу LeDoeyn Studio.

## Реліз
Фільм не виходив в український кінопрокат. Фільм отримав прокатне посвідчення в Росії у 2015 році. В широкий російський прокат стрічка вийшла 30 квітня 2015 року, дистирб'ютор — Централ Партнершип.

## Участь у кінофестивалях
Фільм вперше показали на православному кінофестивалі РПЦ в Україні «Покров» 11 жовтня 2013 року.
Крім того фільм здобув кілька перемог на різних кінофестивалях. Зокрема, фільм отримав Приз Президента Білорусі на МКФ «Лістапад» (Білорусь), перемогу на кінофестивалі «Патрон-Україна» (Україна), спеціальний приз Світлани Медведєвої за «Втілення святості на екрані» на МКФ «Лучєзарний ангєл» (Росія). а також Гран-прі та 'Приз християнської асоціації" МКФ «Хрест Святого Андрія» (Грузія):

## Скандали

### Судовий позов Держкіно до виробників фільму
У 2012 році Держкіно подало до суду на виробників фільму через порушення строків виробництва фільму. Держкіно виграло суд та у 2013 році продюсери стрічки сплатити кошти в сумі 21,3 тис. грн. пені, а також 1,8 тис. грн. витрат по сплаті судового збору.

### Відмова першого режисера знімати фільм
У 2012 році в українських ЗМІ з'явилася інформація, що за українські гроші російські продюсери стрічки лобіюють зйомки пропагандистського фільму про російське православ'я. Хоча початково планувалося, що знімати фільм буде український режисер Сергій Маслобойщиков, а не російський режисер Олександр Пархоменко, однак згодом  Маслобойщиков відмовився брати участь у російсько-білорусько-українському проєкті «з ідеологічних міркувань», зазначивши що «надцікава, драматична доля великого хірурга В. Ф. Войно-Ясенецького — Архієпископа Луки — не заслуговує того, щоб до неї підходили зі спрощеними й заздалегідь заготовленими кліше. Вона вимагає відповідального і глибокого осмислення».

### Непотрапляння фільму до «Списку відеопродукції, забороненої до розповсюдження в Україні»
У 2015 році один з головних акторів стрічки, Володимир Гостюхін, потрапив до Чорного списку Мінкульту України у зв'язку з його антиукраїнськими діями. Відповідно до закону України «Про внесення змін до деяких законів України щодо захисту інформаційного телерадіопростору України» від 2015 року, Держкіно України має заборонити показ на території України усієї відеопродукуції, у якій брала участь особа з Чорного списку Мінкульту України. Та цього не сталося і станом на 2019 рік Держкіно продовжує порушувати закони України, не вносячи фільм «Вилікувати страх» до списку відеопродукції, забороненої в Україні.